# Rhynchosia macrocarpa
Rhynchosia macrocarpa är en ärtväxtart som beskrevs av George Bentham. Rhynchosia macrocarpa ingår i släktet Rhynchosia och familjen ärtväxter. Inga underarter finns listade i Catalogue of Life.